# Battaglia di Bosco Belleau
La battaglia di Bosco Belleau fu una battaglia minore della prima guerra mondiale. Lo scontro avvenne vicino al fiume Marna in Francia tra il 1º e il 26 giugno 1918; fu combattuta dalla 2ª (sotto il comando di James Harbord) e 3ª Divisione statunitense e da un misto di unità tedesche provenienti dalla 237ª, 10ª, 197ª, 87ª e 28ª Divisione.
Rispetto alle altre battaglie del fronte occidentale, questa è di minore importanza; le vittime, ad esempio, furono circa 10 000 per quanto riguarda gli Alleati, mentre nella battaglia della Somme caddero più di 400 000 soldati, contando solo le vittime britanniche.

## Battaglia
Dopo la loro vittoria a Cantigny e a Chateau-Thierry, la 2ª e la 3ª Divisione dell'esercito statunitense (inclusa la 4ª Brigata di marines congiunti alla 2ª Divisione) si mossero verso Belleau. I Marines dovettero passare per un prato dentro la foresta. I tedeschi uscirono allo scoperto caparbiamente e non si arresero fino a che il principe Guglielmo di Prussia non ordinò una generale ritirata dall'area. La battaglia fu caratterizzata da una significativa superiorità offensiva. Gli Alleati avevano tra le loro unità tiratori scelti e cecchini, mentre i tedeschi usavano solamente delle mitragliatrici.

## Importanza
In una battaglia importante, a causa della vicinanza della capitale francese, Parigi, la American Expeditionary Force (AEF) lanciò un contrattacco per fermare l'avanzata tedesca. La 2ª Divisione di fanteria ebbe il compito di conquistare il bosco, mentre la 4ª Brigata dei marines con il 5º e 6º Reggimento statunitense venne mandata avanti. Per entrare e prendere il bosco, era necessario avanzare attraverso un campo aperto di grano, che era continuamente sotto il fuoco delle mitragliatrici e dell'artiglieria tedesca. Mentre i Marines avanzavano verso le prime linee per sostituire i soldati francesi in ritirata, il capitano Lloyd Williams del 2º Battaglione incrociò alcuni ufficiali francesi che gli dissero che sarebbe stato inutile combattere e che sarebbe stato meglio ritirarsi. Sentito ciò, per tutta risposta ai soldati francesi, pronunciò la famosa frase: «Retreat? Hell, we just got here!» ("Ritirarci? Cavolo, siamo appena arrivati!").
Il giorno 6 giugno le vittime furono il maggior numero nella storia dei Marines statunitensi (e ciò sino alla presa di Tarawa nel novembre 1943). Comunque, il bosco venne preso dai marines (e dalla 3ª Brigata di fanteria) in tutto sei volte, prima che i tedeschi venissero cacciati dalla zona. Gli statunitensi dovettero combattere contro quattro divisioni dell'esercito tedesco, spesso arrivando alla fine al corpo a corpo, usando le baionette o addirittura i pugni. Per incoraggiare il suo plotone, il Sergente Dan Daly incoraggiò i suoi uomini con un'altra famosa frase: «Come on, you sons of bitches; do you want to live forever?» ("Muovetevi, figli di puttana; volete vivere per sempre?")
Il 26 giugno, venne mandato questo semplice rapporto, «Woods now U.S. Marine Corps entirely» ("Il bosco ora è del Corpo dei Marines degli Stati Uniti").

## Dopo la battaglia

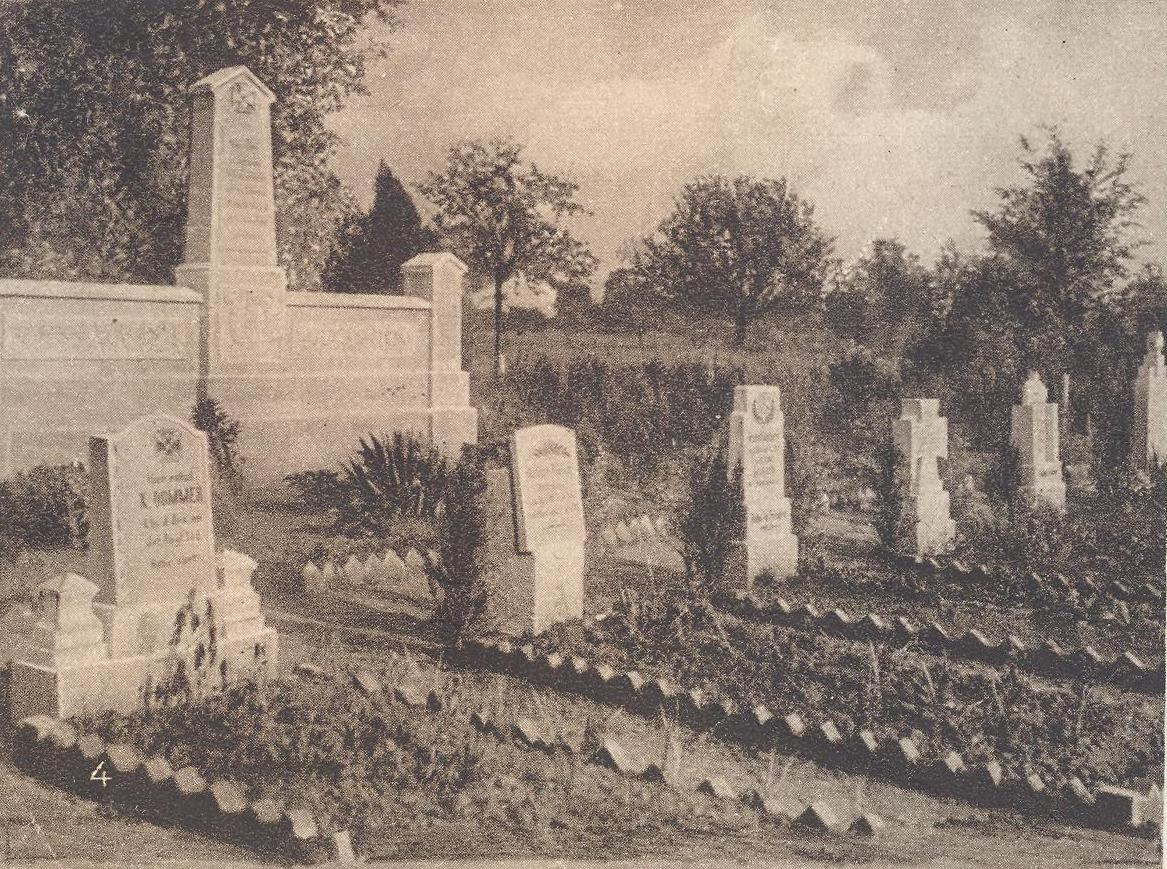

Alla fine l'esercito statunitense contò tra le loro file 9 777 feriti, 1 811 dei quali morirono. Non ci sono arrivate informazioni precise riguardo al numero di soldati tedeschi uccisi; 1 600 vennero presi prigionieri. Insieme agli eventi di Château-Thierry, la battaglia del bosco Belleau consentì di porre fine ad una delle maggiori offensive tedesche della prima guerra mondiale.
Dopo la battaglia, i francesi ribattezzarono il bosco Bois de la Brigade de Marine ("Bosco della brigata di Marines") in onore dei marines statunitensi e della loro tenacia. Il governo francese inoltre premiò con la Croix de Guerre la 4ª Brigata. Il bosco di Belleau è inoltre il luogo in cui i marines ottennero il loro soprannome di Teufelhunden ("Cani del diavolo") per la loro ferocia dimostrata contro le linee nemiche. Un documento ufficiale tedesco descrive i marines come «vigorosi, sicuri di sé e grandi tiratori».
Il generale Pershing, comandante della AEF disse, «la battaglia di Belleau Wood fu per gli Stati Uniti la più grande battaglia fin dai tempi di Appomattox e il più importante scontro che le truppe americane abbiano mai avuto in terre straniere». Tra le altre frasi celebri pronunciate dal gen. Pershing ve ne fu una che divenne eccezionalmente nota e che incoraggiò la famosa rivalità tra esercito statunitense e Marines: «Perché i Marines riescono dove i miei soldati falliscono? Hanno lo stesso equipaggiamento e lo stesso addestramento, eppure i Marines sono la punta di lancia dell'American Expeditionary Force». Per commemorare la vittoria della battaglia, i francesi quell'anno, festeggiarono il 4 luglio, festa nazionale statunitense in onore dei Marines vincitori. È anche per questa vicenda se vi è rivalità e l'astio esistente tra lo U.S.Army e lo U.S.M.C.

## Commemorazioni
- Nel 1923, venne costruito da Felix Weihs de Weldon un monumento nel Bosco di Belleau.
- Croci bianche e stelle di David indicano le 2 289 tombe, 250 delle quali di soldati ignoti; il nome di 1060 uomini dispersi caratterizza il muro della cappella memoriale. Il vicino cimitero tedesco ospita 8 625 caduti; 4 321 di questi (3 847 dall'identità sconosciuta) sono sepolti in una tomba comune.
- A New York, uno spazio triangolare di circa 800 m2 all'intersezione tra la 108ª Street e la 51ª Avenue a Queens è dedicato al marine William F. Moore, 47ª Compagnia, 5º Reggimento, 2º Battaglione.
- Due navi della United States Navy sono state battezzate in ricordo di questa battaglia: la portaerei USS Belleau Wood (CVL-24) (classe Independence) (trasferita nel 1953 alla Marine nationale assumendo il nome di Bois Belleau (R 97)) e la nave da assalto anfibio USS Belleau Wood (LHA-3).
- Nel 1979 lo scrittore americano Stephen King racconta di un sopravvissuto della battaglia di Belleau nel romanzo The Dead Zone, (Hector MacKenzie)
- Nel 1997 il cantante statunitense Garth Brooks nel suo disco Sevens ha dedicato l'ultima canzone del disco proprio alla battaglia di Belleau Wood.
- Nel 2019 i Sabaton hanno scritto una canzone chiamata Devil Dogs